# Финский Красный Крест
Финский Красный Крест (фин. Suomen Punainen Risti, швед. Finlands Röda Kors) — благотворительная организация, национальное общество Финляндии, участник Международного движения Красного Креста. 
Основан в мае 1877 года как "Ассоциация по обращению с ранеными и больными солдатами", признан (как национальное общество) Международным Комитетом Красного Креста в 1920 году, в том же году принят в члены Международной Федерации Обществ Красного Креста и Красного Полумесяца.
Финский Красный Крест является одной из самых больших общественных организаций Финляндии.
Состоит примерно из 95 тысяч членов, десятков тысяч активных волонтеров, более 200 тысяч доноров крови, 70 тысяч регулярных жертвователей финансовых и материальных средств, 12 районных организаций и 550 местных филиалов.
Районы организуют учебные занятия и мероприятия для добровольцев в своих районах, предоставляя им возможность делиться опытом, изучать новые навыки и получать дополнительную мотивацию для работы волонтеров.
Волонтерская работа и помощь Красного Креста координируются на национальном уровне Штаб-квартирой. Ее обязанности включают в себя развитие деятельности организации, сотрудничество с властями, национальные кампании (такие как День операции «Голод») и международная помощь. Кроме того, Штаб-квартира отвечает за официальные комментарии Финского Красного Креста и поощряет продвижение ценностей организации в процессе принятия решений в Финляндии.
Высшим органом, принимающим решения, является генеральная ассамблея. Представители избираются членами, а собрание собирается раз в три года. Генеральная ассамблея избирает Совет и другие органы доверия, которые направляют деятельность организации.